# Шилова, Маргарита Владимировна
Маргарита Владимировна Малкина (Шилова) (7 сентября 1966 года, Москва) — бард, композитор и исполнитель, журналист.
В 1992 году окончила факультет журналистики МГУ.
В разные годы работала главным редактором и заместителем главного редактора в журналах «Любимец», «Финансовый контроль», «Ваша мебель», «Строй-Пассаж».
В мир авторской песни пришла в 2007 году как автор-исполнитель собственных песен. В 2008 году в поэтическом сборнике «Песни у людей разные» были впервые опубликованы её песни. В том же 2008 году стала Лауреатом международного фестиваля «Время петь», организованного газетой Вечерняя Москва и бард-кафе «Гнездо глухаря».
Написала более 100 песен, выпустила 5 CD-альбома
Летом 2009 г. Александр Городницкий представил Маргариту Шилову в своем концерте в бард-кафе «Гнездо глухаря». А в марте 2010 г. пригласил её участвовать в своём концерте в Политехническом музее.
С 2011 года постоянный член жюри международного фестиваля Мир бардов, фестиваля исполнителей бардовской песни «У хороших людей».
Активно гастролирует в России и за рубежом.
Кроме авторской песни исполняет классические русские романсы, даёт концерты в Центральном доме ученых Российской академии наук ЦДУ в Москве. Выступает в бард-кафе «Гнездо глухаря», «Альма-Матер», «Синий троллейбус». Почетный и желанный гость и член жюри многих российских фестивалей. Её творчеству были посвящены две передачи на телеканале «Ля-минор», передача «Воскресенье в Москве» на Радио России, прямой эфир в передаче «Утренний экспресс» на 4 канале ТВ г. Екатеринбург, а также статья «Удача — ты мой проводник» в газете «Вольный ветер».
В 2017 году песня «Сердце России» стала официальным гимном фестиваля бардовской песни «Там, под лысой горой».
В 2024 году стала членом Московской Городской Организации Союза Писателей России

## Альбомы
- «Всё у нас получится» (2008 год), Запись: SIM-records
- «Песни из разных карманов» (2009 год), Запись: Студия «Остров»
- «Ваше сиятельство» (2010 год), Запись: Студия «Остров»
- «Из записок Кариатиды» (2011 год), Запись: ООО МИЦ «Музпром-МО»[4]
- «На одном дыхании» (2015 год), Запись: Студия Алексея Ростова.
- «Нам не очерчены пределы» (2017 год), Запись: Студия Алексея Ростова.